# Hôtel de Musique

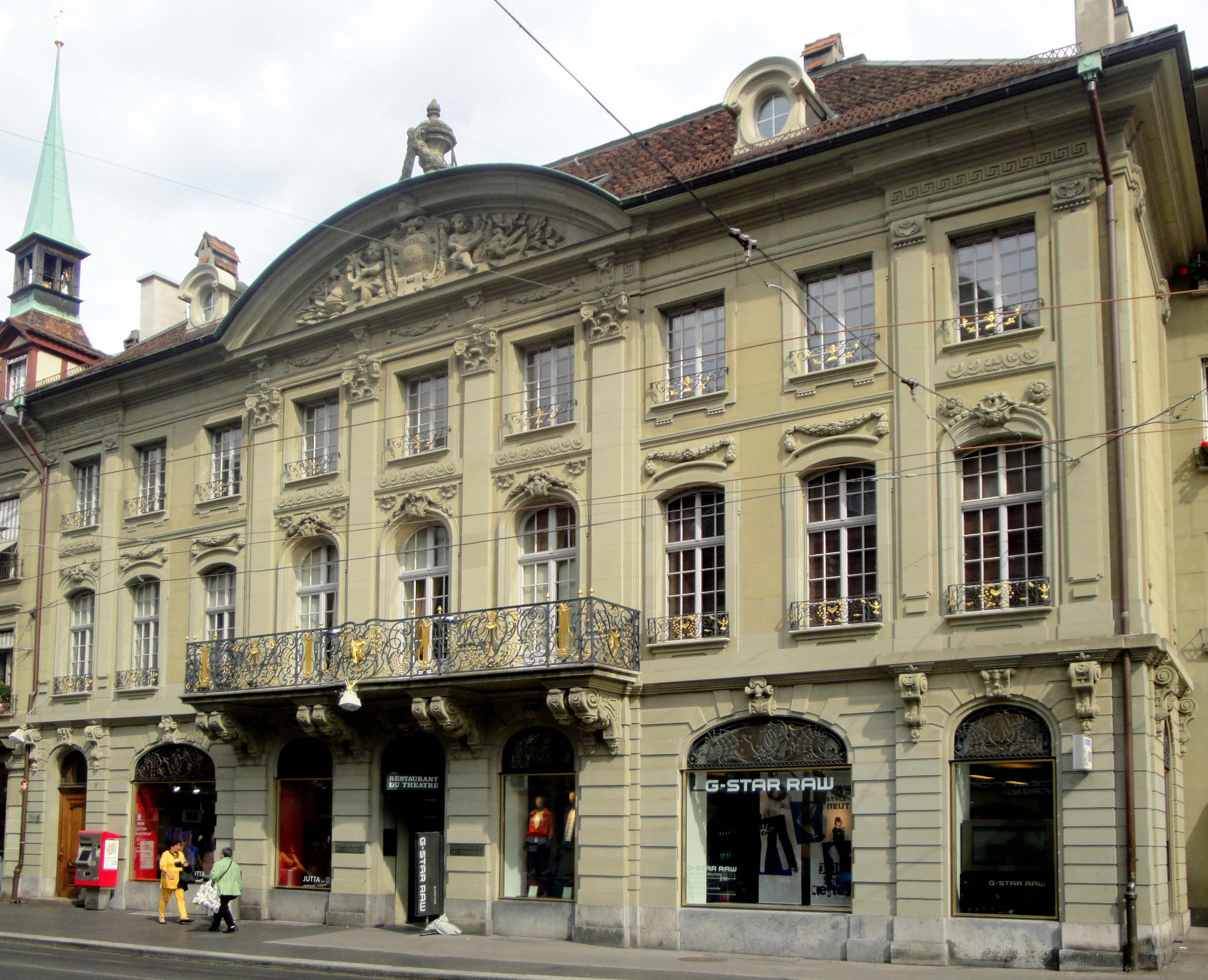
Hôtel de Musique (2011)

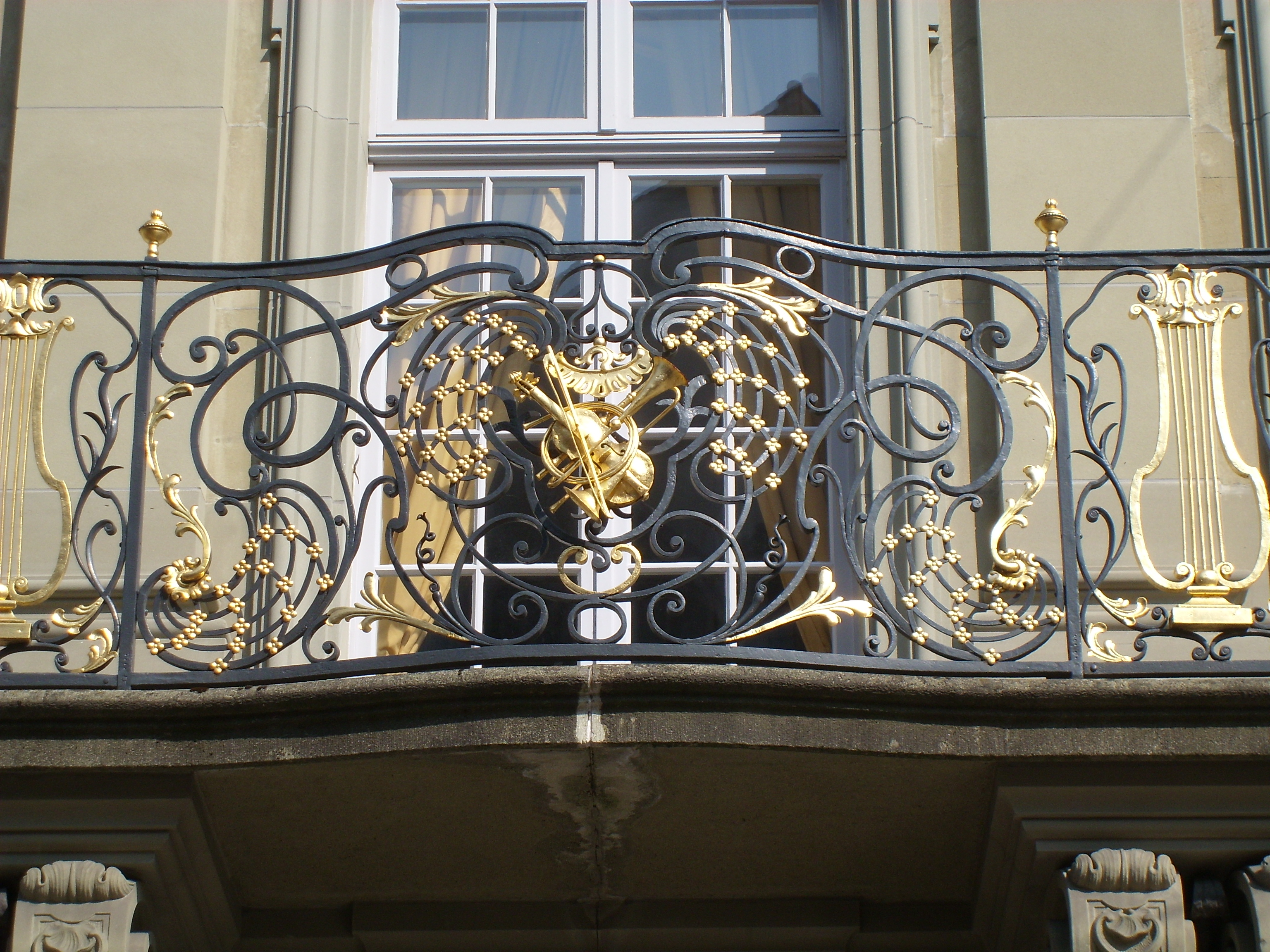
Balkon des Hôtel de Musique (2011)

Aufnahme von 1902, vor der Umgestaltung des Erdgeschosses

Das Hôtel de Musique ist ein Gesellschaftshaus am Theaterplatz in Bern.

## Geschichte
Das Gesellschaftshaus wurde für die Grande Société (Bern) im Auftrag einer 1766 eigens zu diesem Zweck gegründeten Aktiengesellschaft durch Niklaus Sprüngli erbaut. Die heute noch bestehende Aktiengesellschaft Hôtel de Musique in Bern ist eine der ältesten in der Schweiz. Das Gebäude durfte bis 1798 nur für Bälle und Feste verwendet werden, nicht aber als Theater, dies trotz eingebauter Bühne. In den Jahren 1836 bis 1838 wurde der Theatersaal ausgebaut. Zwischen 1862 und 1903 wurde das Hôtel de Musique als Stadttheater verwendet. Im Theatersaal des Hôtel de Musique fand am 6. November 1848 die erste Versammlung der Bundesversammlung statt.
1904 und 1905 wurde das Gebäude einer Renovation unterzogen. Dabei wurden die Freitreppen und die Proportionen des Erdgeschosses zerstört. Der Theatersaal verschwand gänzlich.
Der im Handelsregister eingetragene Zweck der Aktiengesellschaft des Hôtel de Musique in Bern lautet:

«Erhaltung und Verwaltung des Gesellschaftshauses Theaterplatz 7/ Hotelgasse 10, in Bern, genannt Hôtel de Musique, sowie allfälliger weiterer Liegenschaften; neben der Erhaltung der architektonisch wertvollen Substanz des Hôtel de Musique auch die traditionelle und kulturelle Nutzung des Hôtel de Musique als Gesellschaftshaus und Restaurant.»

Das Hôtel de Musique dient zudem als Sitzadresse für die Schweizerische Kommende des Johanniterordens.